# Bot (Spagna)

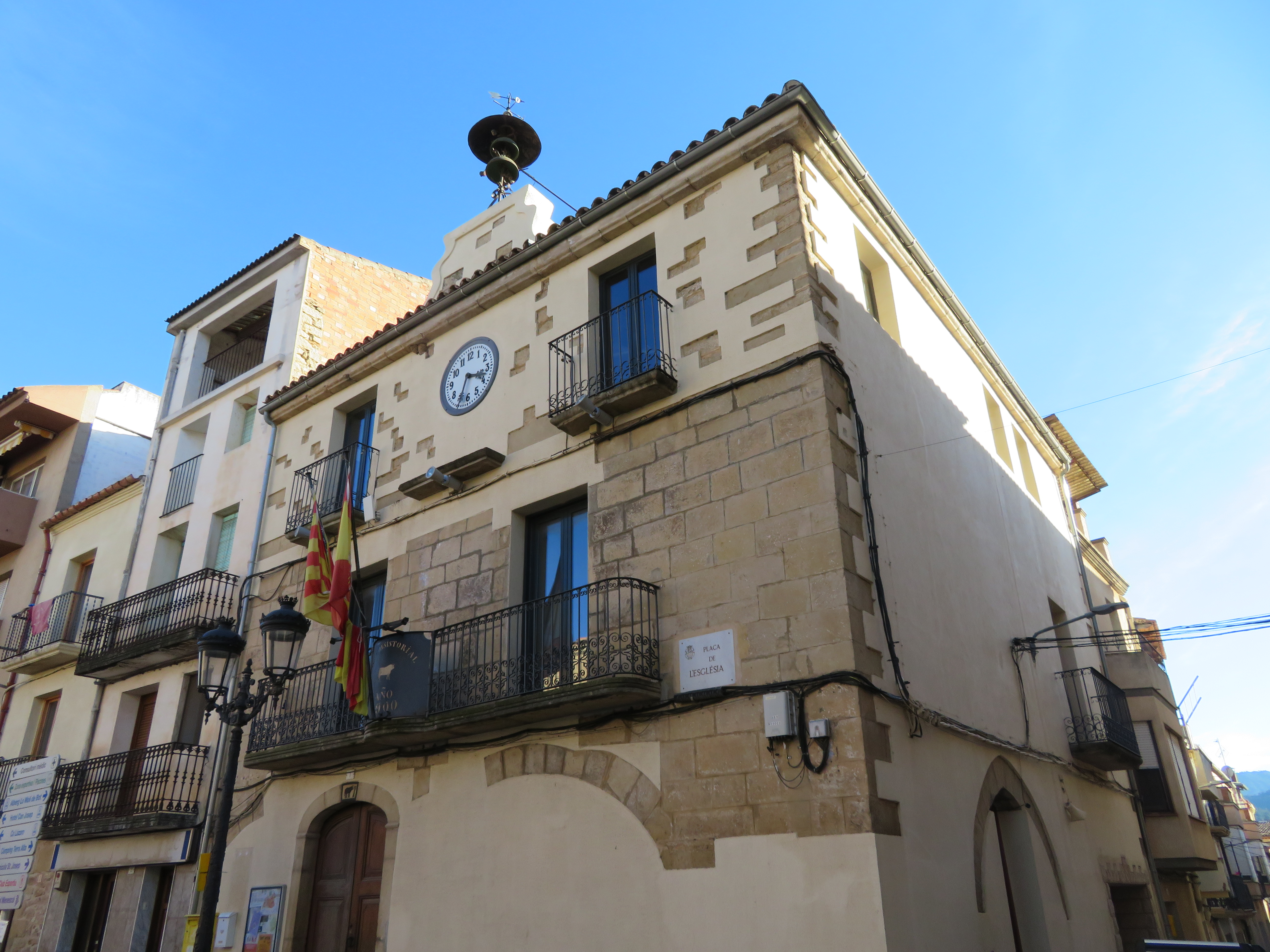
Municipio di Bot

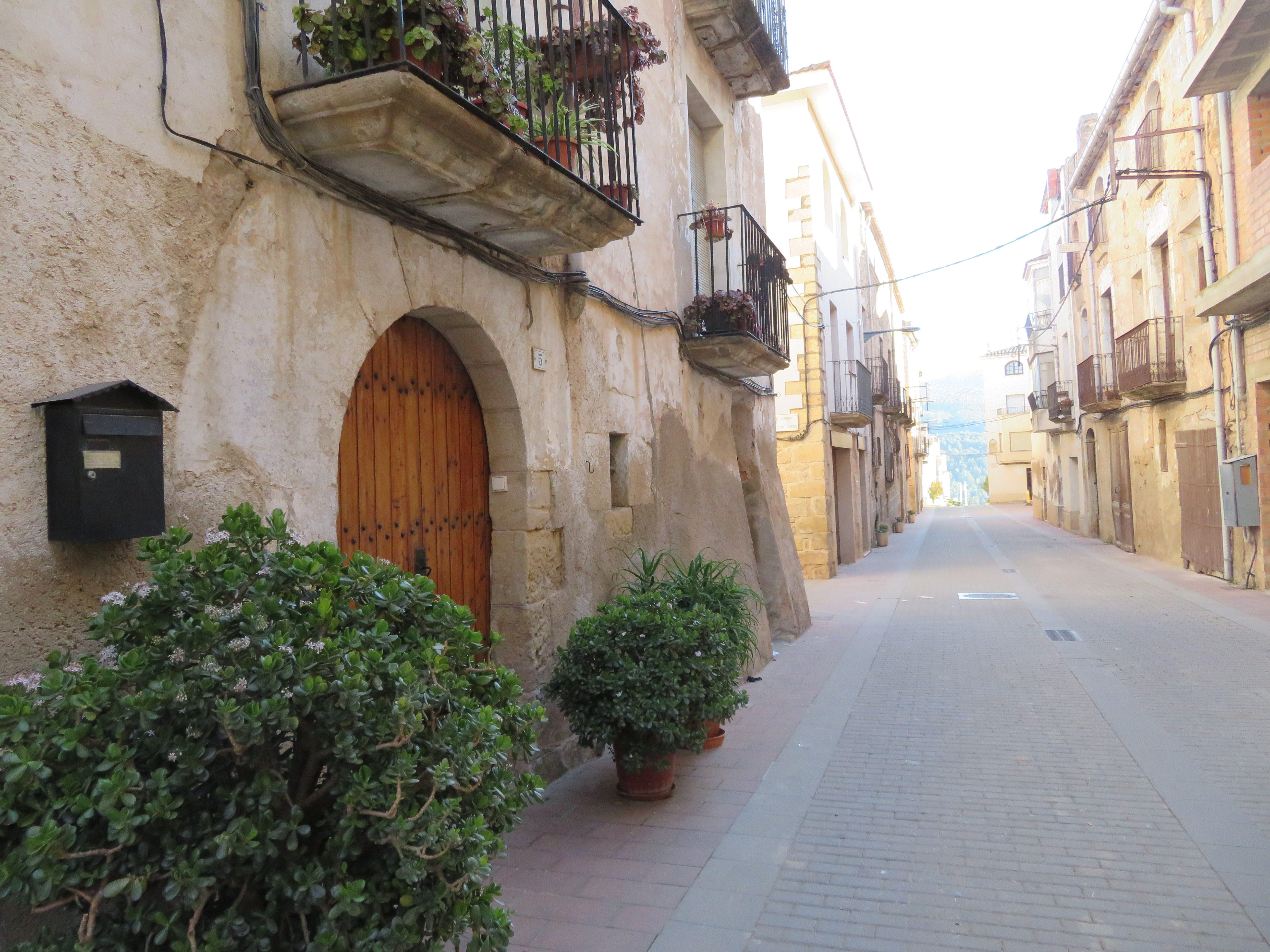
Via dei Bot

Bot è un comune spagnolo di 804 abitanti situato nella comunità autonoma della Catalogna.